# 地下回廊 (アルル)
アルルの地下回廊 (Cryptoportique) は、古代ローマ時代にアレラーテの名で栄えた南仏の都市アルルに残る遺跡のひとつ。世界遺産「アルルのローマ遺跡とロマネスク様式建造物群」のひとつとして、アルルの公共広場跡とともに登録されている。
これは、ヴォールトを持つ地下回廊であり、ローマ属州として設置された公共広場に関し、その土台となったオチュールの丘の傾斜を平らにすることを主目的に建造された（ただし、上部にあった公共広場跡は当時の姿をほとんどとどめていない）。
その建築上の本来の目的から離れて、地下回廊特有の暗さや冷たさを利用して、様々な目的にも使われた。例えば、側面に明かり取りが設置されたことで、暑いときには散歩道として使われた。また、肉や小麦をはじめとした食料品の保存庫としても機能した。